# Chang Myon
Chang Myun (Hangul: 장면 (âm Việt: Chang Mion); chữ Hán: 張勉, âm Hán Việt: Trương Miễn) (1899 - 1966) là Thủ tướng thứ 2 và thứ 7, là Phó Tổng thống thứ 4 của Đại Hàn Dân Quốc.
Ông là tín đồ Công giáo Rôma, ông tốt nghiệp ở Manhattan College tại Thành phố New York. Ông đã giữ chức Đại sứ đầu tiên của Đại Hàn Dân quốc tại Hoa Kỳ từ năm 1949 đến năm 1951. Ông đã được bổ nhiệm là Thủ tướng thứ nhì của Đại Hàn Dân quốc ngày 23 tháng 11 năm 1950. Năm 1956, ông được bầu làm Phó Tống thống sau khi chính quyền của Syngman Rhee bị lập đổ bởi cuộc nổi dậy do sinh viên lãnh đạo, ông được bổ nhiệm là Thủ tướng của Đệ nhị Cộng hòa vào năm 1960. Tại thời kỳ Đệ nhị Cộng hòa, Hàn Quốc có một chính phủ nghị viện với một thủ tướng. Dù chức vụ tổng thống vẫn tồn tại, Chang Myon đã có vai trò như người đứng đầu chính phủ. Chính phủ của Chang Myon đã kết thúc khi Park Chung-hee đã lãnh đạo đảo chính thành công, kết thúc Đệ nhị Cộng hòa.

## Sách
- Tự truyện, Những hạt lúa mì không chết (한알의 밀이 죽지 않고는)